# Shuangsheng (socken i Kina, Sichuan, lat 31,64, long 106,59)
Shuangsheng (kinesiska: 双胜乡, 双胜) är en socken i Kina. Den ligger i provinsen Sichuan, i den sydvästra delen av landet, omkring 260 kilometer nordost om provinshuvudstaden Chengdu.
Genomsnittlig årsnederbörd är 1 503 millimeter. Den regnigaste månaden är juli, med i genomsnitt 297 mm nederbörd, och den torraste är december, med 7 mm nederbörd.